# Nádpataki erődtemplom
A nádpataki erődtemplom egy szász evangélikus erődtemplom Romániában, Brassó megyében. A 13. század elején épült bazilikális stílusban, a 15. század végén erődítették és átépítették, oldalhajóit lebontották. Javítási munkálatokat utoljára a 20. század második felében végeztek, a 21. század elején mind a templom, mind a védőfal viszonylag jó állapotban van. A romániai műemlékek jegyzékében a BV-II-a-A-11767 sorszámon szerepel.

## Története
A Szent Mihálynak szentelt korai, román stílusú bazilika építését a 13. század elejére teszik. A sík mennyezetű hajót hat oszloppár kötötte össze a mellékhajókkal, melyeket bordás boltozat fedett. Ezt a templomot feltételezhetően súlyos károk érték a tatárjárás alkalmával, csak a torony falazata és a hajók közötti árkádsor maradt fenn. A 13. század második felében újjáépítették, a harangtornyot beépítették a templom nyugati homlokzatába, így annak 7,6 méteres oldalhossza megegyezik a főhajó szélességével. Keleten félköríves apszis zárta a szentélyt, a nyugati oldalon pedig gazdagon bélletelt kapu állt.
Bár Nádpatak nagyon kis település volt (Nagysinkszék legkisebbje; 1500 körül mindössze tíz háztartást írtak össze), ez nem akadályozta meg őket abban, hogy a török fenyegetésre való tekintettel a 15. század végén erődítsék templomukat; ehhez a nagyszebeni tartomány kincstára is támogatást nyújtott. Az oldalhajókat lebontották, csarnoktemplommá alakítva az épületet; az árkádokat és a nyugati portált befalazták. A templomra védemeletet húztak, melyet külső pillérek tartottak; ezek részben eltakarják a karzati, kockafejezetes oszlopokkal határolt román kori kettős ablakokat. A harangtoronyra védőgaléria került, a templomot pedig védőfallal vették körül.
A 16. század közepén a reformáció hatására a falu lakossága, és így a templom is evangélikus lesz.
1676-ban a hajó síkmennyezetét téglából készült dongaboltozatra cserélték. A 18. században az erőd délkeleti sarkában várőrlakást építettek. 1749-ben és 1753-ban javításokat végeztek az épületen, 1782–1784 között pedig az árkádok közötti fülkéket és a torony előcsarnokát a templomhajóhoz kapcsolták. 1834-ben lebontották a védemeletet, a diadalívet és a szentélyt, mely utóbbi helyett egy új, sokszögű záródású szentélyt építettek. A szentély és a hajó egységes boltozatot kapott.
Érdekessége, hogy a szászok a román falubelieknek is megengedték, hogy az erődben gabonát tároljanak, adott fizetség ellenében.
1965 és 1973 között jelentős restaurálási munkálatokat végeztek a templomépületen és a harangtornyon. A tornyot vasbeton övekkel szilárdították meg, földszintjét pedig betonköpennyel rögzítették, így a befalazott nyugati portál kinyithatóvá vált és feltárult a középkori kapuzat és timpanon. A hajó boltozatát szintén megerősítették.

## Leírása
A falu keleti részén, dombon helyezkedik el; mind a templom, mind a védőfal jó állapotban van. Egyhajós csarnoktemplom, harangtornya négyzet alaprajzú, oldalhossza 7,6 méter. A torony földszintje és első emelete boltozott, a felsőbb emeletekre a nyugati falrészben kialakított feljárókon keresztül lehet feljutni. Két harangja van, a kisebbiket 1711-ben öntötték, majd 1889-ben újraöntötték; felirata „Die Lebenden ruf' ich, zum Eintracht verein' ich, die Toten bewein' ich” (Az élőket egységre szólítom, a halottakat gyászolom). A nagy harang 1923-ban készült.
A szószéken az 1678-as, a keresztelőmedencén az 1841-es évszám olvasható. A barokk oltár 1775–1776-ban épült, a fő oltárképet 1900-ban festette Ludwig Schuller, és a gyermekek megáldását ábrázolja. Ezt Péter és Pál faszobrai szegélyezik, a barokk díszítést pedig korinthoszi oszlopok egészítik ki kiugró angyalfigurákkal. Tíz regiszteres, pedálos orgonáját 1840 körül készítette a berethalmi Friedrich és William Mätz (korábban egy 1730-ban vásárolt pozitívot használtak), 1930-ban felújították.
A templomot elnyújtott téglalap alakú, lőrésekkel és szuroköntő nyílásokkal ellátott, a terephez alkalmazkodó védőfal veszi körül. A déli falrészen egy kiugró faltorony látható, a keleti oldalt pedig egy téglalap alaprajzú erődített épület zárja le. Az udvar délkeleti sarkában áll a várőr egykori lakhelye.

## Képek

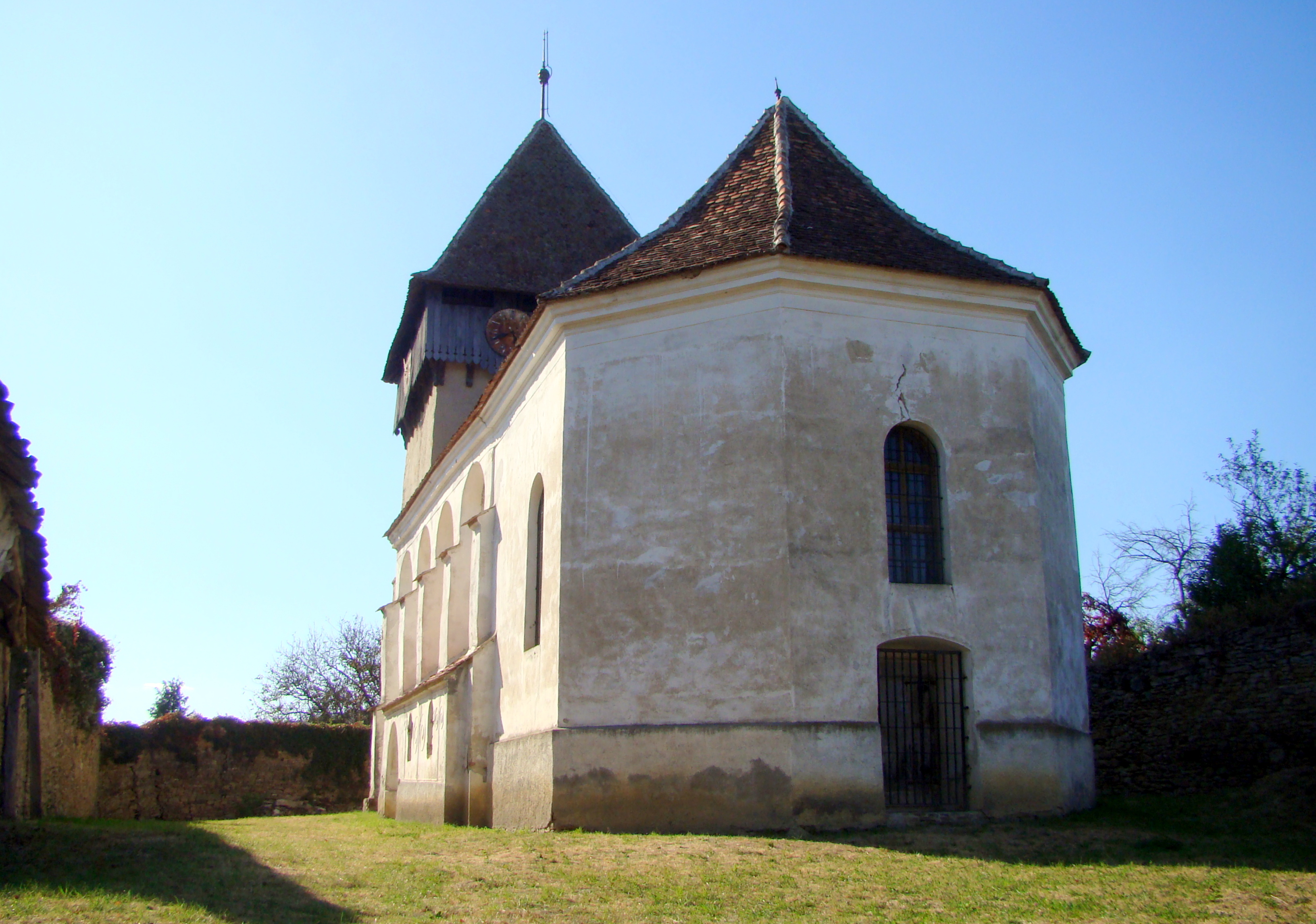
A templom
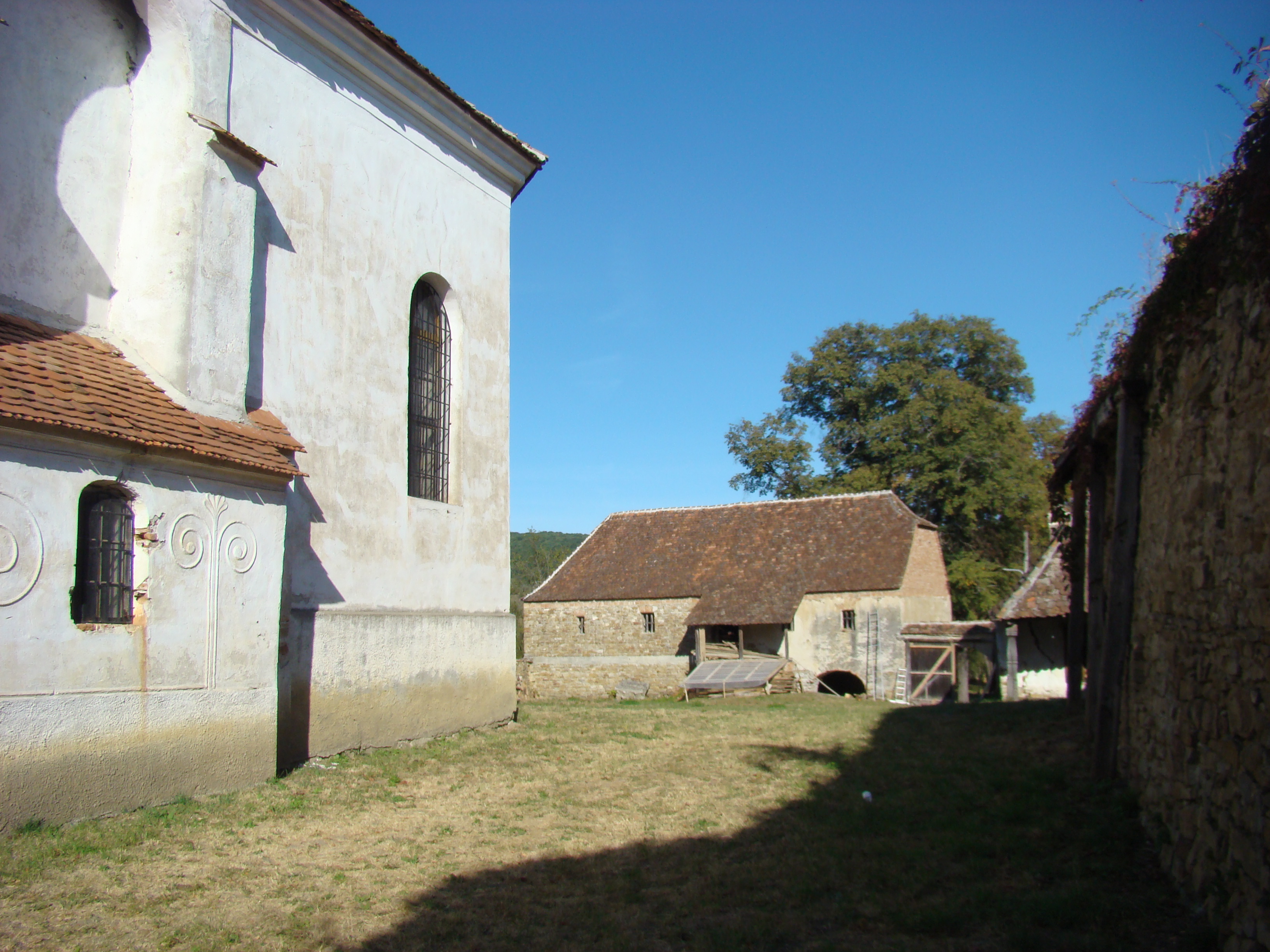
Templomudvar
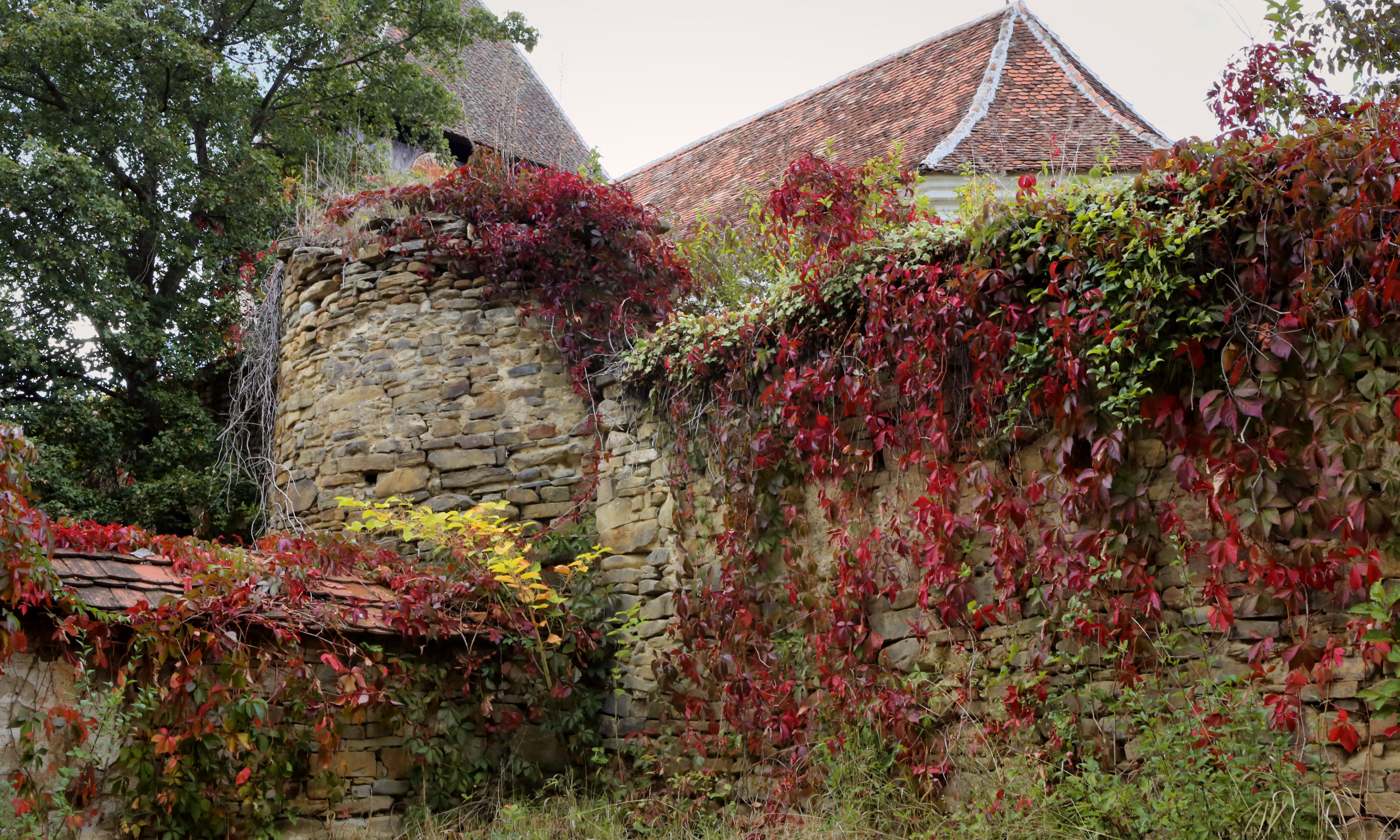
A várfal részlete
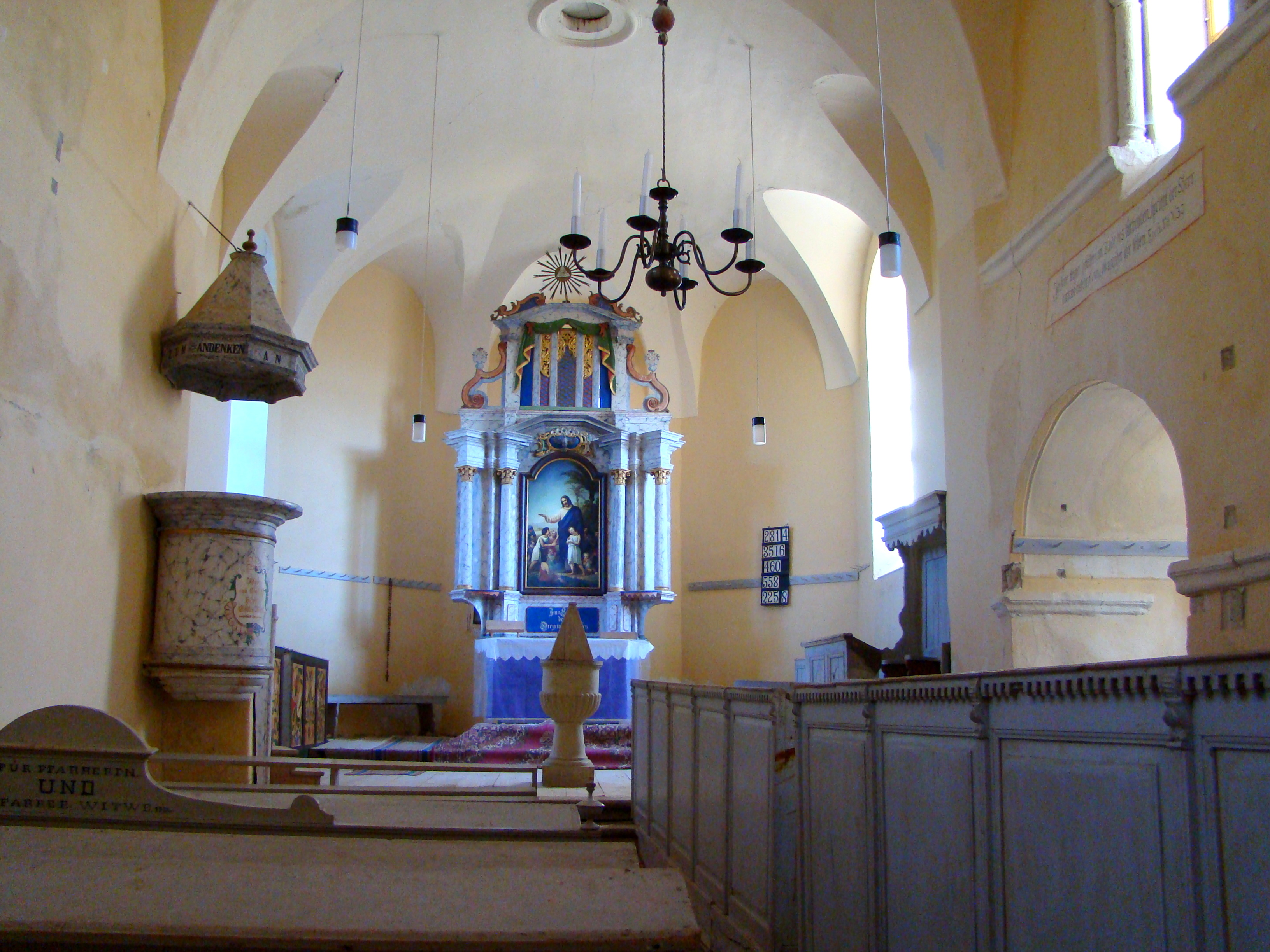
A templom beltere
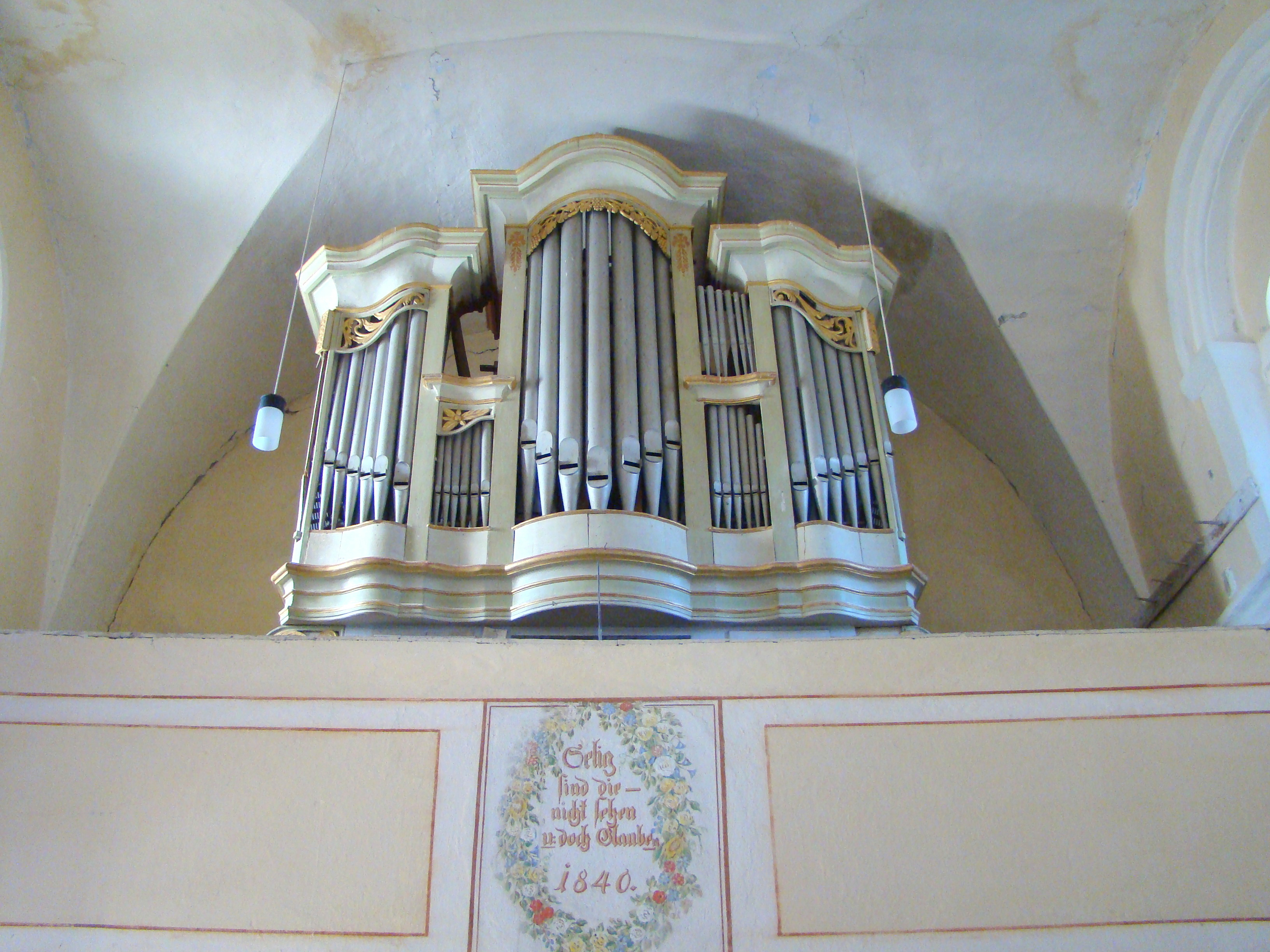
Orgona